# Onakojuká
Onakojuká.- Ime za sjevernu granu Ona Indijanaca nastanjenu do nedavnog nestanka Onasa u krajevima sjeverno od rijeke Rio de Fuego na otoku Tierra del Fuego u Čileu i Argentini. Kulturno i jezično razlikovali su se od svojih južnih rođaka Ona-Šelk'nám po kulturi i po jeziku. Lokalne bande Onakojuká nastavale su područja koja, za razliku od južnih krajeva, nisu bila obrasla šumama, i njihove nastambe (Cooper) bijahu obični privremeni štitnici. Jezik ili dijalekt Onakojuká naziva se čonkujeká.